# Allington (Salisbury)
Allington è un villaggio e una parrocchia civile della contea del Wiltshire, Sud Ovest dell'Inghilterra, Regno Unito.

## Geografia

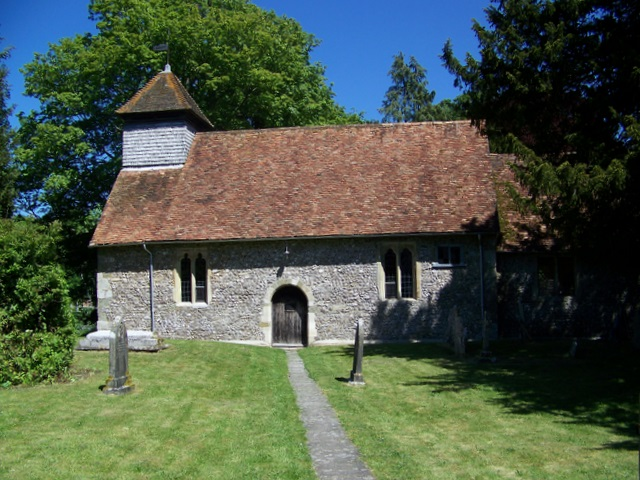
Chiesa di Sant'Andrea a Boscombe

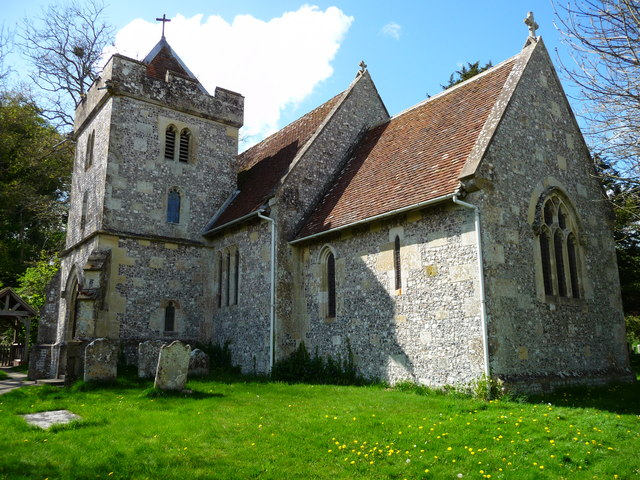
Chiesa di San Giovanni Battista

Allington si trova a nord-est di Salisbury, su un affluente del fiume Avon e sulla strada romana da Old Sarum a Silchester in un territorio a prevalente vocazione agricola.

## Storia
Allington è registrato nel Domesday Book del 1086, quando c'erano otto famiglie e un mulino ad Alentone. Allington era ancora un piccolo villaggio nel 1895, l'intera popolazione era di sole 70 persone. Non c'era una sala del villaggio o una scuola che permettesse di definire con precisione il centro dell'abitato. La chiesa di Allington era già presente nel XII secolo. Nel 1650 fu proposto di aggiungere la parrocchia a Boscombe, ma la proposta non fu attuata. Il confine con Boscombe, più della metà della lunghezza totale, era segnato all'estremo nord-ovest da tumuli visibili alla fine del XIX secolo. La chiesa fu ricostruita tra il 1848 e il 1851 e venne dedicata a San Giovanni Battista. Jane Austen fu legata al piccolo villaggio perché quasi si imparentò con uno dei rettori della chiesa e da allora nella piccola sala della chiesa si conserva in un piccolo quadretto la sua firma tratta da un registro di nozze del 1792. Nell'abitato venne ricordata anche la piccola cappella che Alice Horne, figlia di un contadino, acquistò per i metodisti nel 1843. Secondo Geoffrey Davies, ex rettore della chiesa, ad Allingtona ci fu sempre un eccellente rapporto tra metodisti e Chiesa d'Inghilterra. Boscombe e Allington divennero un'unica parrocchia civile nel 1924 e anche dal punto di vista della giurisdizione ecclesiastica si arrivò alla stessa situazione nel 1971. A parte i frutteti nel villaggio non c'erano boschi fino a quando, tra il 1899 e il 1923, una piccola area a ovest della chiesa fu piantata con alberi. L'estremità sud-orientale del territorio faceva parte di un'area di addestramento militare dei primi anni del XX secolo. Quando l'antica strada romana fu trasformata in strada moderna, nel 1835, fu realizzata una nuova sezione a sud del villaggio di Allington dal limite occidentale del parco di Wilbury House a Newton Tony. Allington non è nota per essere ricca di resti preistorici. Una spilla dell'età del bronzo è stata trovata vicino a Portway e frammenti romano-britannici sono stati trovati sia vicino al villaggio che a nord-ovest di Portway.

## Monumenti e luoghi d'interesse
Nel territorio di Allington sono presenti vari edifici e punti di interesse. Ad esempio:
- Chiesa di Sant'Andrea a Boscombe. Risale al XIII secolo, appartiene alla diocesi di Salisbury e dal 18 febbraio 1958 è un monumento classificato di primo grado per il suo particolare interesse storico e architettonico.[5]
- Chiesa di San Giovanni Battista. Ricostruita nel XIX secolo, appartiene alla diocesi di Salisbury e dal 18 febbraio 1958 è un monumento classificato di secondo grado per il suo particolare interesse storico e architettonico.[6][7]
- Antica cappella metodista.